# 同和問題の解決に向けた実態等調査報告
同和問題の解決に向けた実態等調査報告（どうわもんだいのかいけつにむけたじったいなどちょうさほうこく）とは、大阪府が2000年に実施した同和問題に関する府民意識調査及び同和地区住民の生活実態調査の報告。
生活実態調査は、次のような構成でまとめられている。
- 第1章：世帯・世帯員
- 第2章：結婚
- 第3章：教育
- 第4章：情報
- 第5章：生活福祉
- 第6章：就労
- 第7章：住まい

府民意識調査の構成は次のとおりである。
- 第1章：人権問題、差別問題についての認識の現状
- 第2章：同和問題学習の状況と効果
- 第3章：日常生活経験の状況と効果
- 第4章：人権に関する条例や宣言、関連施設の認知

なお、この調査結果によると、小中学校等で同和教育を受けた人のほうが、同和教育を受けていない人よりも同和問題に対する現状認識、将来展望が厳しい人の割合が多く、また同和地区に対する忌避意識、結婚差別意識が高い人の割合が多い、という結果が出た。このため、現行の同和教育が逆効果を生んでいるのではないか、という疑問提起が多く行われた。他方で、同和問題学習を受けた人々の方が、より一層差別の厳しさを知ることができた、またそれゆえに、部落差別を受けたくないという理由で、部落の人々を忌避し、結婚を反対するに至っているのだと解釈することもできよう。なお、より効果的な学習のあり方についての検討が必要との意見が調査報告書にはあげられている。